# Roger Ducret
Roger Ducret (Paris, 2 de abril de 1888 – 8 de janeiro de 1962) foi um esgrimista francês, tricampeão olímpico.
Philippe Cattiau representou seu país nos Jogos Olímpicos de 1920 a 1928. Conseguiu oito medalhas sendo dois outros no florete e um na espada.